# Evguéni Postny
Evguéni ou Evgeny Postny est un joueur d'échecs israélien né le 3 juillet 1981. IL est grand maître international depuis 2002
Au 1er novembre 2015, Postny est le 72e joueur mondial et le numéro 3 israélien avec un classement Elo de 2 672.

## Biographie et carrière

### Compétitions par équipe
Postny a représenté Israël lors de trois olympiades (en 2008, 2012 et 2014), remportant la médaille d'argent par équipe en 2008, de trois championnats du monde par équipe (en 2010, 2011 et 2015) et de deux championnats d'Europe par équipe (en 2009 et 2011), gagnant une médaille de bronze individuelle en 2011.

### Tournois individuels
Postny a remporté  :
- le tournoi de Tel-Aviv en 1998 ;
- les tournois de Budapest en 2002 (tournoi Elekes et tournoi de juin) et 2003 (juillet) ;
- Balatonlelle 2003 ;
- la Rilton Cup à Stockholm en 2005-2006 ;
- Bad Wiessee en 2005 ;
- Dresde en 2006 ;
- Metz en 2008 ;
- Nancy en 2010.

En 2012, il finit premier ex æquo du tournoi d'échecs de Sarajevo.